# モトヨセヒゲムシ
モトヨセヒゲムシ（シヌラ） Synura は黄金色藻類の1属。複数細胞が放射状に並んだ群体を作り、外に向いた鞭毛で遊泳する。

## 特徴
多いものでは数十個程度までの細胞が放射状に集まった群体を作る。群体の形は球形だが時に楕円形になる。細胞はゼラチン質などに覆われない。
個々の細胞は球形から楕円形で、後端はやや伸びている。この後端部で互いに付着し、群体を構成している。細胞の前端には2本の鞭毛があり、これらはほぼ同じ長さであるが、1本は鞭型、1本は羽型である。細胞内には側壁に沿う形の葉緑体を1ないし2持つ。また、眼点を持つものがある。細胞表面は珪酸質の鱗片が一面に並んだ被殻がある。鱗片には短い角状突起を持つものや長い針を持つものがある。鱗片は前端で大きく、後端のものほど小さくなり、構造も不明瞭になる。
学名はギリシャ語の syn（一緒に）とオランダ語の ura（尾）からなる。和名は水野(1964)が S. uvella の和名として頭記の名を用い、科名、属名もこれを採用している。他方、月井(2010)など学名仮名読みのシヌラを使っている例もあるが、上記和名に関してはブレがない。ただし、種の和名を上記の種に当てるべきかどうかは不明である。

## 生育環境
水野(1945)では S. uvella の名の元で「全国各地の池沼、溜池、水溜まり等にごく普通」とある。特に秋から冬にかけてその数を増す。

## 生殖
2分裂による増殖が知られる。この類に特徴的なものとして、珪酸質の厚い壁を持つstomatocyst（シスト）を内生的に形成することが知られる。

## 分類
黄金色藻類に含まれるものとして扱われてきた。その中で、ミノヒゲムシ属 Mallomonas と本属は、共に珪酸質の鱗片に覆われることで共通するほか、近年になってこれらが他の黄金色藻類とは鞭毛装置の構造や光合成色素の種類が異なる点などで区別出来ることが明らかになり、合わせてシヌラ科とし、これを独立させてシヌラ綱 Synurophyceae とすることも提案されている。

## 下位分類
古くより S. uvella が知られてきた。ちなみにこれはこの属のタイプ種である。岡田他(1965)では日本では本種のみしか知られていないとした上で、「鱗片の研究を進めることによって」これ以外の種が発見される可能性を示唆した。結果的にはこれが当たったようで、月井(2010)では鱗片の形と表面の構造を見なければ同定出来ず、光学顕微鏡では極めて困難、走査電子顕微鏡像が必要との旨が記されている。また同書では種名としては S. sphagnicola を、滋賀の（中略）協会(2005)では S. petersenii が挙がっている。
1950年代半ばより電子顕微鏡による検討が重視されるようになり、24種が記述されるに至った。その結果、近年では新種記載文には鱗の形状しか書いていないほどである。しかしながら、もっとも普通に見られる種である S. petersenii では種内の多様性が幅広く、幾つかの変種が記載されているが、それらが分子系統的にも互いに異なっており、隠蔽種が含まれている可能性も示唆されている。水野・高橋(1991)は日本の種として8種をあげている。
鱗片の構造により、小さな角状突起を持つものをペテルセニー節 Section Peterseniae、先端に棒状突起を持つスピノーサ節 Section spinosae に大分される。この2つは光学顕微鏡かでも注意深く観察すると細胞や群体の周囲が滑らかであるか、そこに細かな突起が見えるかによって区別が可能であるが、種を決めるためには鱗片を電子顕微鏡観察する必要がある。またこの際、後端部のそれは構造の特徴が弱いので、前端部の大きな鱗片を選ぶ必要がある。

## 類似の生物
黄金色藻類に属するもので、クリソスファエレラ属 Chrysosphaerella はやはり細胞が放射状に集まった群体を形成する。この属には単独生の種もあるが、多くは群体を形成し、またその細胞は表面に針状突起を持つ鱗片に覆われる。本属との違いとしては鞭毛が不等長であること、長い針が突き出ることで区別出来る。日本でも群体性のものが2種知られている。他に黄金色藻類にはシンクリプタ属 Syncrypta 、クスダマヒゲムシ（ウログレナ）属 Urogllena などが球形の群体を作り、遊泳するが、それらはゼラチン質に包まれた群体を作る。